# Guam op de Olympische Zomerspelen 2008
Guam nam deel aan de Olympische Zomerspelen 2008 in Peking, China. Guam debuteerde op de Zomerspelen in 1988 en deed in 2008 voor de zesde keer mee. Guam won nog nooit een medaille op de Zomerspelen.

## Deelnemers en resultaten

### Atletiek
| Olympiër      | Discipline | Resultaat | Prestatie                |
| ------------- | ---------- | --------- | ------------------------ |
| Derek Mandell | 800m (m)   | 47e       | serie 4: 8ste in 1.57,48 |
|               |            |           |                          |
| Derek Mandell | 100m (v)   | 76e       | serie 5: 7de in 13,31    |

### Judo
| Olympiër        | Discipline | Resultaat | Prestatie                                                                                     |
| --------------- | ---------- | --------- | --------------------------------------------------------------------------------------------- |
| Ricardo Blas Jr | +100kg (m) | 13e       | voorronde: vrij 1ste ronde: V van GEO Gujejiani: yuko herkansingen: V van USA McCormick: yuko |

### Kanovaren
| Olympiër        | Discipline    | Resultaat | Prestatie                                                |
| --------------- | ------------- | --------- | -------------------------------------------------------- |
| Sean Pangelinan | C-1 500m (m)  | 20e       | serie 3: 7de in 2.12,696 halve finale 1: 9de in 2.17,940 |
| Sean Pangelinan | C-1 1000m (m) | 19e       | serie 1: 8ste in 4.49,284                                |

### Worstelen
| Olympiër    | Discipline  | Resultaat   | Prestatie                         |
| Vrije stijl | Vrije stijl | Vrije stijl | Vrije stijl                       |
| ----------- | ----------- | ----------- | --------------------------------- |
| Maria Dunn  | -63kg (v)   | 17e         | 1ste ronde: V van BUL Vaseva: 0-3 |

### Zwemmen
| Olympiër           | Discipline          | Resultaat | Prestatie             |
| ------------------ | ------------------- | --------- | --------------------- |
| Christopher Duenas | 100m vrije slag (m) | 59e       | serie 3: 7de in 52,64 |

Afghanistan · Albanië · Algerije · Amerikaanse Maagdeneilanden · Amerikaans-Samoa · Andorra · Angola · Antigua en Barbuda · Argentinië · Armenië · Aruba · Australië · Azerbeidzjan · Bahama's · Bahrein · Bangladesh · Barbados · België · Belize · Benin · Bermuda · Bhutan · Bolivia · Bosnië en Herzegovina · Botswana · Brazilië · Britse Maagdeneilanden · Bulgarije · Burkina Faso · Burundi · Cambodja · Canada · Centraal-Afrikaanse Republiek · Chili · China · Chinees Taipei · Colombia · Comoren · Congo-Brazzaville · Congo-Kinshasa · Cookeilanden · Costa Rica · Cuba · Cyprus · Denemarken · Djibouti · Dominica · Dominicaanse Republiek · Duitsland · Ecuador · Egypte · El Salvador · Equatoriaal-Guinea · Eritrea · Estland · Ethiopië · Fiji · Filipijnen · Finland · Frankrijk · Gabon · Gambia · Georgië · Ghana · Grenada · Griekenland · Groot-Brittannië · Guam · Guatemala · Guinee · Guinee‑Bissau · Guyana · Haïti · Honduras · Hongarije · Hongkong · Ierland · IJsland · India · Indonesië · Irak · Iran · Israël · Italië · Ivoorkust · Jamaica · Japan · Jemen · Jordanië · Kaaimaneilanden · Kaapverdië · Kameroen · Kazachstan · Kenia · Kirgizië · Kiribati · Koeweit · Kroatië · Laos · Lesotho · Letland · Libanon · Liberia · Libië · Liechtenstein · Litouwen · Luxemburg · Macedonië · Madagaskar · Malawi · Malediven · Maleisië · Mali · Malta · Marshalleilanden · Marokko · Mauritanië · Mauritius · Mexico · Micronesië · Moldavië · Monaco · Mongolië · Montenegro · Mozambique · Myanmar · Namibië · Nauru · Nederland · Nederlandse Antillen · Nepal · Nicaragua · Nieuw-Zeeland · Niger · Nigeria · Noord-Korea · Noorwegen · Oeganda · Oekraïne · Oezbekistan · Oman · Oostenrijk · Oost‑Timor · Pakistan · Palau · Palestina · Panama · Papoea-Nieuw-Guinea · Paraguay · Peru · Polen · Portugal · Puerto Rico · Qatar · Roemenië · Rusland · Rwanda · Saint Kitts en Nevis · Saint Lucia · Saint Vincent en Grenadines · Salomonseilanden · Samoa · San Marino · Sao Tomé en Principe · Saoedi-Arabië · Senegal · Servië · Seychellen · Sierra Leone · Singapore · Slovenië · Slowakije · Soedan · Somalië · Spanje · Sri Lanka · Suriname · Swaziland · Syrië · Tadzjikistan · Tanzania · Thailand · Togo · Tonga · Trinidad en Tobago · Tsjaad · Tsjechië · Tunesië · Turkije · Turkmenistan · Tuvalu · Uruguay · Vanuatu · Venezuela · Verenigde Arabische Emiraten · Verenigde Staten · Vietnam · Wit-Rusland · Zambia · Zimbabwe · Zuid-Afrika · Zuid-Korea · Zweden · Zwitserland
Uitgesloten van deelname: Brunei